# Villa Rica (Georgia)
Villa Rica es una ciudad ubicada en el condado de Carroll en el estado estadounidense de Georgia. En el año 2000 tenía una población de 4.134 habitantes.

## Geografía
Según la Oficina del Censo, la localidad tiene un área total de 12,7 km² (4,9 mi²), de la cual 12,6 km² (4,9 mi²) es tierra y 0,1 km² (0 mi²) (0.90%) es agua.

## Demografía
Según la Oficina del Censo en 2000 los ingresos medios por hogar en la localidad eran de $31,161, y los ingresos medios por familia eran $37,138. Los hombres tenían unos ingresos medios de $31,103 frente a los $21,516 para las mujeres. La renta per cápita para la localidad era de $14,310. 